# Binh chủng Tên lửa - Pháo bờ biển, Quân đội nhân dân Việt Nam

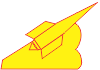
Binh chủng Tên lửa-Pháo bờ biển,Quân đội nhân dân Việt Nam

Binh chủng Tên lửa - Pháo bờ biển là một binh chủng thuộc Quân chủng Hải quân, Quân đội nhân dân Việt Nam, có nhiệm vụ sử dụng pháo và tên lửa để bảo vệ căn cứ hải quân, các hải đảo quan trọng trên tuyến giao thông gần bờ biển và bờ biển; tham gia phòng thủ bờ biển, hải đảo; chi viện cho các tàu hải quân chiến đấu và cho lục quân hoạt động trên hướng ven biển.

## Binh chủng

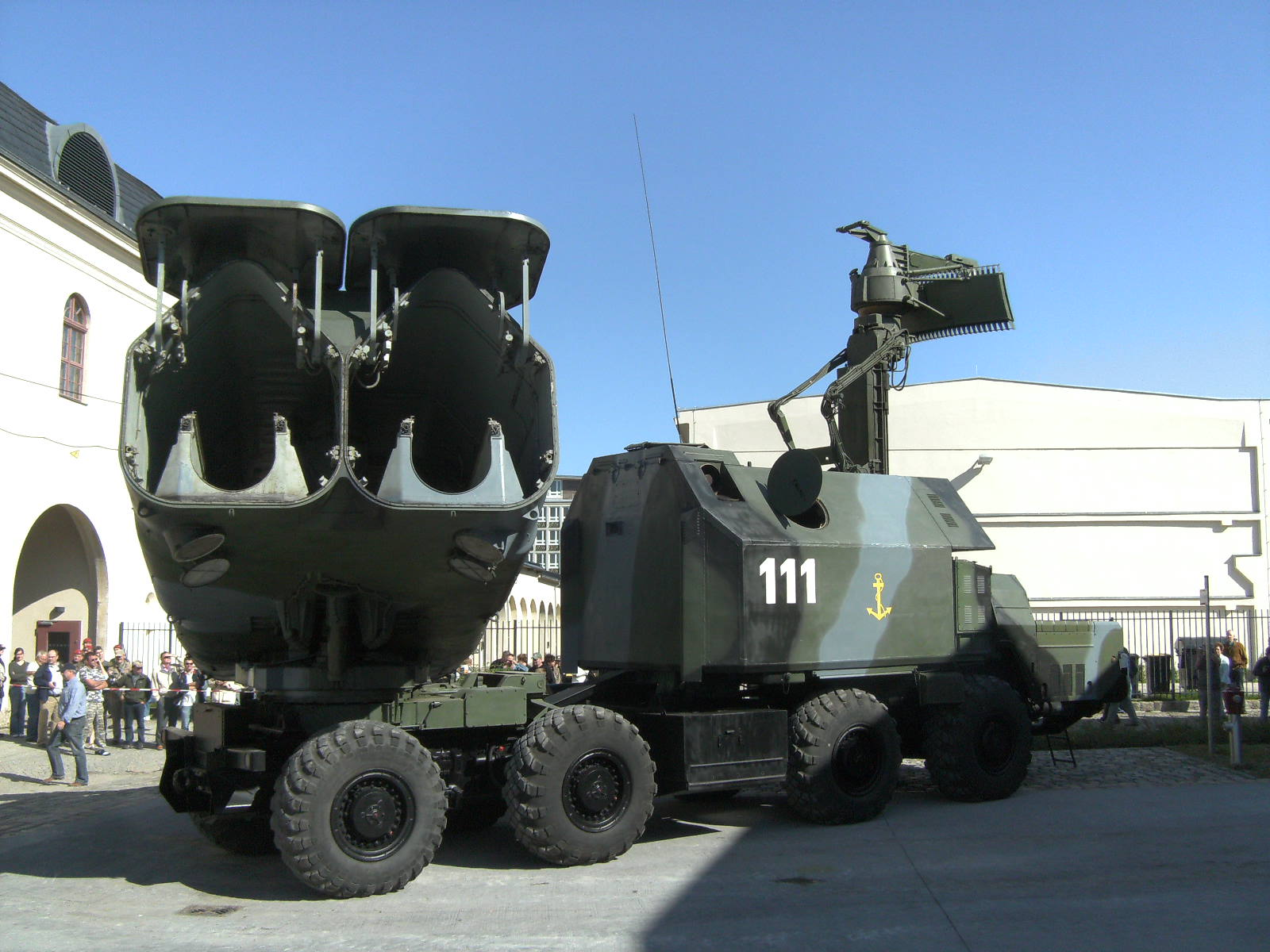
Tổ hợp 4K51 Rubezh

Binh chủng Tên lửa-Pháo bờ biển thuộc Quân chủng Hải quân Nhân dân Việt Nam được Quân đội nhân dân Việt Nam xây dựng sau khi kết thúc Chiến tranh Việt Nam vào năm 1975.Nhiệm vụ quan trọng của lực lượng phòng thủ bờ biển là tác chiến chống đổ bộ bờ biển của quân đội đối phương, bảo vệ các căn cứ hải quân, các cảng quân sự. Đơn vị đầu tiên của binh chủng là Tiểu đoàn tên lửa-pháo bờ biển 679 được thành lập ngày 7 tháng 6 năm 1979 tại Hải Phòng. Vốn liếng của đơn vị là các tổ hợp tên lửa bờ biển do Liên Xô cung cấp như 4K44 Redut, 4K51 Rubezh. Ngoài ra, Binh chủng Pháo binh cũng có nhiệm vụ gắn kết chặt chẽ với đơn vị này nhằm phối hợp bảo vệ bờ biển,đảo bằng 2 vũ khí là Pháo và Tên lửa, hợp thành Binh chủng Tên lửa - Pháo bờ biển.
Hiện nay, mỗi Quân khu của Việt Nam đều có các đơn vị pháo binh không chỉ thực hiện cả nhiệm vụ đơn thuần của Binh chủng Pháo binh trong Quân chủng Lục quân mà còn tham gia hỗ trợ hỏa lực bằng vũ khí hạng nặng nhằm bảo vệ bờ biển.
Sau 34 năm thành lập và phát triển đến nay, Lữ đoàn 679 (được nâng cấp từ cấp Tiểu đoàn lên thành Đoàn ngày 3 tháng 4 năm 1994. Tháng 8 năm 2013 nâng cấp lên thành Lữ đoàn tên lửa bờ 679). Lữ đoàn tên lửa 679 đã trở thành 1 đơn vị lớn mạnh,sẵn sàng triển khai tới các trận địa dọc bờ biển và trên các đảo, phối hợp tác chiến cùng các đơn vị khác của lực lượng Hải quân và Quân đội nhân dân Việt Nam tiến công tiêu diệt các tàu địch trên biển, bảo vệ vững chắc chủ quyền biển đảo và thềm lục địa của Tổ quốc. Ngoài ra, cán bộ chiến sĩ của Lữ đoàn 679 còn thực hiện nhiệm vụ tìm kiếm, cứu hộ cứu nạn, giúp dân phòng chống lụt bão, phòng chống cháy nổ, cháy rừng...
Hiện nay,có 5 đơn vị tên lửa bờ biển đang hoạt động trong Binh chủng gồm:
1. Lữ đoàn 679 tại Vùng 1 Hải quân đóng tại thành phố Hải Phòng.
2. Lữ đoàn 680 (được thành lập trên cơ sở tách đôi Tiểu đoàn 679) tại Vùng 3 Hải quân đóng tại thành phố Đà Nẵng.
3. Lữ đoàn 681 (được thành lập trên cơ sở tách từ Đoàn 679 và Đoàn 680 hợp nhất thành 681) tại Vùng 2 Hải quân đóng tại tỉnh Bình Thuận.
4. Lữ đoàn 685 đóng tại căn cứ quân sự Cam Ranh thuộc Vùng 4 Hải Quân.
5. Lữ đoàn 682 mới được thành lập tại Phú Yên cũng thuộc Vùng 4 Hải Quân.
Trong đó, Lữ đoàn 681 và 682 là đơn vị được trang bị hiện đại nhất.

## Hiện đại hóa
Trong bối cảnh hiện nay,tình hình khu vực và thế giới ngày càng có nhiều điểm đáng chú ý,tranh chấp biển đảo mà tranh chấp của nhiều bên ở Biển Đông đã trở thành vấn đề nổi bật đã buộc Đảng,Nhà nước và Quân đội nhân dân Việt Nam phải quan tâm hơn cho binh chủng Binh chủng Tên lửa-Pháo bờ biển nhằm bảo vệ chủ quyền lãnh thổ,lãnh hải cùng các lợi ích kinh tế trên biển của Việt Nam. Những năm nay, Lữ đoàn 679 đã được trang bị nhiều khí tài mới nổi bật là 2 tổ hợp K-300P Bastion-P cùng hơn 40 quả đạn hỏa tiễn P-800 Yakhont. Hợp đồng này được ký năm 2005 với trị giá 300 triệu USD gồm 2 tổ hợp đầy đủ. Ngoài ra còn có chương trình hiện đại hóa tổ hợp 4K44 Redut và 4K51 Rubezh của đơn vị.

## Trang bị khí tài

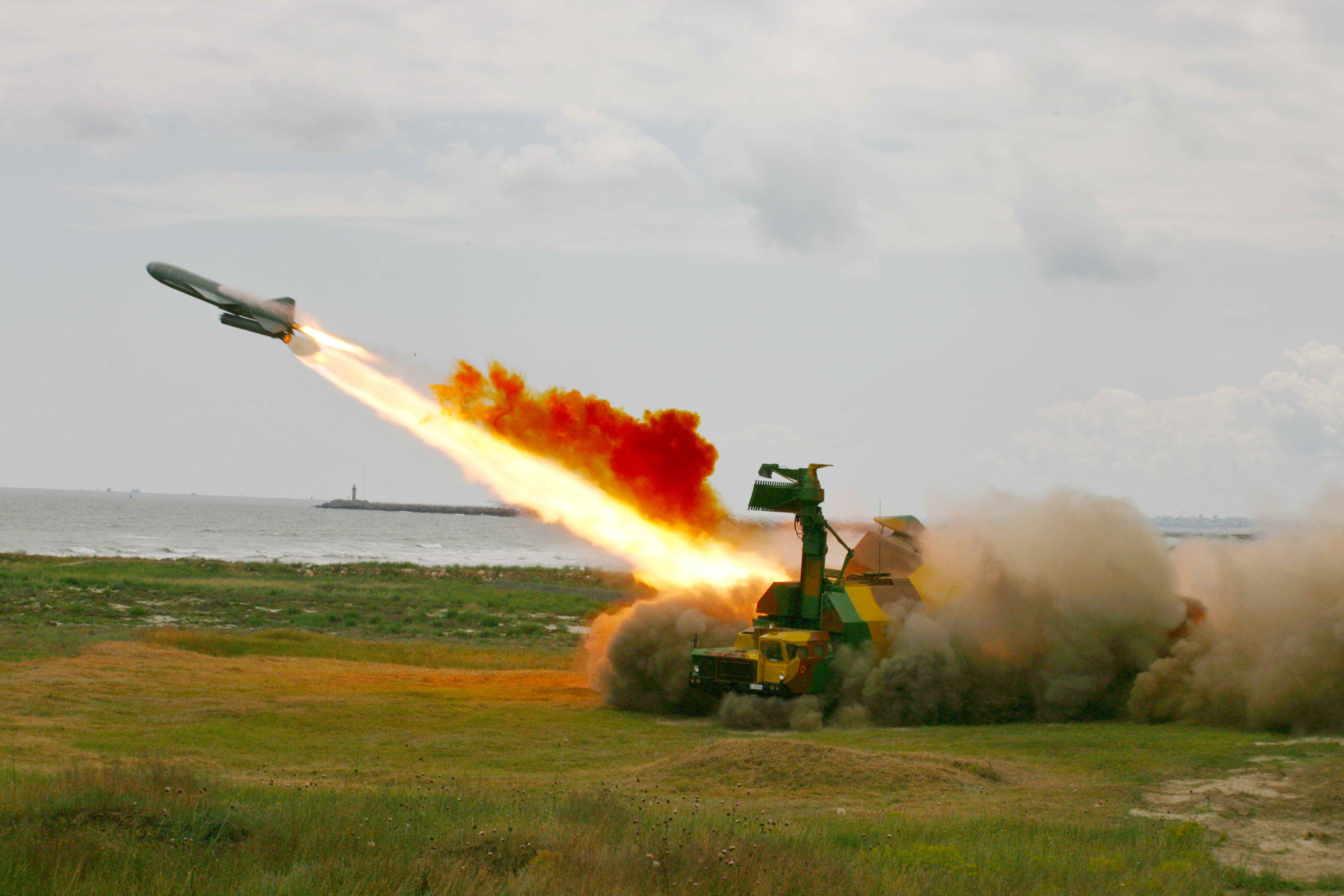
Tổ hợp 4K51 Rubezh khai hỏa

### Pháo
Các loại pháo chủ yếu được biên chế trong Binh chủng Pháo binh:
- Liên Xô SPG-9 Súng không giật 73mm
- Liên Xô B-10 Pháo không giật 82mm
- Liên Xô B-11 Pháo không giật 107mm
- Liên Xô D-30 Lựu pháo 122mm
- Liên Xô M-46 130mm Lựu pháo nòng dài 130mm
- Liên Xô D-44 Lựu pháo 85 mm
- Liên Xô D-20 Lựu pháo hạng nặng 152mm
- Hoa Kỳ M2 Lựu pháo 105 mm
- Hoa Kỳ M-114 Lựu pháo hạng nặng 155mm

### Tên lửa phòng thủ bờ biển
- Liên Xô 4K51 Rubezh-A Hệ thống tên lửa phòng thủ bờ biển di động hiện đại hoá,nâng tầm bắn từ 40 km lên 80 km.
- Liên Xô 4K44 Redut-M Hệ thống tên lửa phòng thủ bờ biển di động,phiên bản hiện đại hóa có tầm bắn lên tới 500–550 km.
- Nga K-300P Bastion-P Hệ thống tên lửa chống hạm phòng thủ bờ biển,tầm bắn 300 km.[3]

### Tên lửa chống hạm
- Liên Xô P-15M Termit Tên lửa chống hạm cận âm. Vận tốc 0,8 Mach,tầm bắn 80 km.Trang bị cho tổ hợp 4K51 Ruezh..
- Liên Xô P-5 Pyatyorka Tên lửa chống hạm siêu âm.Vận tốc 1,4 Mach,tầm bắn 500–550 km..
- Nga P-800 Yakhont Tên lửa chống hạm siêu âm.Vận tốc 2,5 Mach,tầm bắn 300 km.Trang bị cho tổ hợp K-300P Bastion-P..

Các loại khí tài mới của đơn vị đặc biệt là tổ hợp K-300P Bastion-P được các chuyên gia và dư luận quốc tế đánh giá rất cao về độ tin cậy và khả năng chiến đấu vượt trội của nó. Hiện nay,tổ hợp K-300P là một trong những tổ hợp tên lửa phòng thủ bờ biển hiện đại nhất thế giới.